# Hamlet (игра)
«Гамлет, или последняя игра без MMORPG-элементов, шейдеров и рекламы» (англ. Hamlet or the last game without MMORPG features, shaders and product placement) или просто «Гамлет» — юмористическая компьютерная игра в жанре квест/головоломка, которую создал независимый разработчик Денис Галанин (известный как mif2000). Сюжет игры представляет собой вольное переосмысление трагедии Уильяма Шекспира.

## Сюжет
| Сводный рейтинг             | Сводный рейтинг |
| Агрегатор                   | Оценка          |
| --------------------------- | --------------- |
| GameRankings                | 67,29 %         |
| Metacritic                  | 72/100          |
| MobyRank                    | 75/100          |
| «Критиканство»              | 76/100          |
| Иноязычные издания          |                 |
| Издание                     | Оценка          |
| Eurogamer                   | 7/10            |
| IGN                         | 7,5/10          |
| Softonic                    | [ 8 ] [ 9 ]     |
| Just Adventure              | B               |
| Gamesetter                  | [ 11 ]          |
| Common Sense Media          | [ 12 ]          |
| Alternative Magazine Online | 8/10            |
| Mad Shakespeare             | B               |
| Game Shark                  | B-              |
| Game Critics                | 7,5/10          |
| Adventure-Treff.de          | 75/100          |
| Jeuxpo                      | 7,5/10          |
| The Armchair Empire         | 7,5/10          |
| Русскоязычные издания       |                 |
| Издание                     | Оценка          |
| «Домашний ПК»               | [ 20 ]          |
| «Игромания»                 | 7,5/10          |
| «ЛКИ»                       | 84 %            |
| «Страна игр»                | 8,0/10          |
| GameStar                    | [ 24 ]          |
| QuestArena                  | [ 25 ]          |

Волею случая, герой-исследователь из будущего прибывает в окрестности замка Эльсинор, а там уже полным ходом разворачиваются события известной трагедии Шекспира. Клавдий с помощью Полония убил короля и королеву, захватил власть и собирается жениться на Офелии. Принц Гамлет, вернувшийся в королевство, спешит восстановить справедливость, но, к несчастью, именно ему на голову свалилась машина времени героя игры.
После этого восстанавливать справедливость и спасать Офелию приходится уже не Гамлету, а новому незадачливому герою, дабы не изменилась история и не нарушился порядок вещей во Вселенной.

## Игровой процесс
Игру можно отнести к традиционным point-and-click-квестам. Игрок с помощью курсора мыши должен находить на экране интерактивные предметы и выстраивать с ними взаимодействие, исходя из целей уровня. Между тем игрок освобожден от обязанности носить вещи в инвентаре и может сосредоточиться на решении логических головоломок в пределах одного экрана.

## Особенности игры
- 25 уровней.
- Игра сделана в традициях классических квестов.
- Первая инди-игра, сюжет которой основан на пьесе «Гамлет».
- Битвы с боссами.
- Логические головоломки.
- В игре отсутствует инвентарь.

## Реакция критиков
Игра заслужила хорошие отзывы среди как отечественных, так и зарубежных рецензентов. Об уровне интереса к проекту можно судить по тому факту, что за полтора месяца, прошедшие с релиза игры, было написано более 60 обзоров игровыми критиками (формально получается не менее одной рецензии каждый день).

## Награды
- В списке «Лучшие игры 2012» — Google Play[26]
- «Лучшая игра для iOS» — The Mac|Life Awards, Macworld Expo 2011[27]
- «Лучший квест 2011» — Best App Ever Awards 2011[28]
- № 2 (из 10) среди «10 самых веселых видеоигр 2010» — Split Sider[29]
- № 3 (из 5) в номинации «Лучшие скачиваемые квесты 2010» — Jay is Games[30]
- В списке «Лучших скачиваемых игр 2010» — Go Gaming Giant[31]
- В списке «50 лучших русских игр, которые не стыдно показать иностранцам» —  Maxim Online[32]
- № 3 (из 3) в номинации «Лучшая отечественная игра 2010» — GPortalMax[33]
- № 4 (из 5) в номинации «Лучшие квесты 2010» — Tochka.net[34]

## Локализации
Игра официально переведена на 13 языков: русский, английский, польский, немецкий, японский, французский, испанский, корейский, португальский, итальянский, турецкий, венгерский и индонезийский.
Кроме того, существуют неофициальные переводы игры на китайский и другие языки.

## Разработка
PC-версия игры полностью сделана одним человеком (mif2000) за восемь месяцев.